# Talbach (Eyach, Engstlatt)
Der Talbach ist ein auf dem Hauptstrang etwa 6,8 km langer, südöstlicher und rechter Zufluss der Eyach fast ganz im Gebiet der Stadt Balingen im baden-württembergischen Zollernalbkreis.
Die Eyach hat insgesamt drei Zuflüsse des Namens Talbach, nacheinander sind dies der von links in Lautlingen zumündende Meßstetter Talbach, der hier behandelte, bei Engstlatt von rechts zufließende Talbach und schließlich der nahe bei Grosselfingen ebenfalls von rechts zumündende Talbach.

## Geographie

### Verlauf
Der Talbach entspringt am Hundsrücken auf einer Höhe von ca. 830 m ü. NHN am Albtrauf. Von dort fließt er zunächst nordwestwärts durch ein geschlossenes Waldgebiet. Nachdem er den Wald verlässt, vereinigt er sich mit dem Sulzenbach oder Aspenbach. Er wendet seine Fließrichtung nach Westen und fließt bald darauf durch den Balinger Stadtteil Engstlatt. Hinter Engstlatt unterquert er die Bundesstraße 27 und mündet etwa einen Kilometer weiter nordwestlich 475 m ü. NHN von Südosten und rechts in die Eyach.
Der 6,8 km lange Lauf des Talbachs endet 355 Höhenmeter unterhalb seiner Quelle, er hat somit ein mittleres Sohlgefälle von etwa 53 ‰.

### Einzugsgebiet
Das Einzugsgebiet gehört naturräumlich gesehen zum Südwestlichen Albvorland. Sein höchster Punkt liegt ganz im Osten auf dem Hundsrücken auf 914 m ü. NHN. Die angrenzenden Einzugsgebiete von Klingenbach, Aubenbach und Reichenbach entwässern ebenfalls zur Eyach.

### Zuflüsse
Von der Quelle zur Mündung. Auswahl.
- Sulzenbach oder Aspenbach von rechts und Osten
  - (Bach aus dem Aubenstall) von rechts und Südosten
- Mamutenbach von links und Südosten
- (Bach aus dem Wagental) von links und Süden
- (Bach aus den Furtwiesen) von links und Südwesten
- (Bach aus dem Eibental) von rechts und Osten

## Hydronomastik
Der Hauptstrang-Oberlauf des Baches nach AWGN heißt Hinterbergenbach. Ab dem Zusammenfluss mit dem Sulzenbach (der auch Aspenbach genannt wird) übernimmt der Hauptstrang den Namen Sulzenbach bis zum Zusammenfluss mit dem Mamutenbach. Ab dem Zusammenfluss von Sulzenbach und Mamutenbach wird der Bach Wertenbach (historisch auch Wöhrdenbach) genannt. Hinter Engstlatt erfolgt die Umbenennung zu Talbach.

### LUBW
Amtliche Online-Gewässerkarte mit passendem Ausschnitt und den hier benutzten Layern: Lauf und Einzugsgebiet des Talbachs

Allgemeiner Einstieg ohne Voreinstellungen und Layer: Daten- und Kartendienst der Landesanstalt für Umwelt Baden-Württemberg (LUBW) (Hinweise)
1. 1 2 3  Höhe ermittelt über WPS-Prozess (Geländehöhe).
2. ↑  Länge nach dem Layer Gewässernetz (AWGN).

### Andere Belege
1. ↑  Friedrich Huttenlocher: Geographische Landesaufnahme: Die naturräumlichen Einheiten auf Blatt 178 Sigmaringen. Bundesanstalt für Landeskunde, Bad Godesberg 1959. → Online-Karte (PDF; 4,3 MB)